# Войсковое (Киевская область)
Войсковое (укр. Військове) — село, входившее в Полесский район Киевской области Украины, имело код КОАТУУ — 3223589202.
Население по переписи 2001 года составляло 0 человек. 24.11.2009 исключено из учётных данных.

## Местный совет
07043, Киевская обл., Полесский р-н, с. Шкнева, ул. Ленина, 1.